# Большинский, Матвей Иосифович
Матвей Иосифович Большинский (1930—2015) — профессор, доктор технических наук, разработчик способов безопасного ведения горных работ на шахтах Донбасса.
Матвей Большинский начал производственную деятельность в 1955 году после окончания Донецкого Политехнического института. На шахтах Донбасса прошёл 15-летний путь от горного мастера до главного инженера, совмещая производственную деятельность с научной работой. В 1969 году защитил кандидатскую диссертацию в Московском Горном Институте (Диплом Кандидата Наук, МТН 049271).
С 1970 по 1987 работал в Макеевском Научно-Исследовательском институте по Безопасности Работ в Горной Промышленности. В 1979 году защитил докторскую диссертацию на тему «Исследование и разработка способов предотвращения выбросов угля и газа при механизированном проведении подготовительных выработок» (Диплом Доктора Наук, ТН 001736).
В 1985 году за научную работу «Разработка и внедрение на шахтах Донбасса в 1972—1984 гг способов вскрытия выбросоопасных угольных пластов и повышения безопасности работ и технико-экономических показателей работы предприятий» Коллегия Министерства Угольной Промышленности СССР и Президиум Центрального Правления Научно-Технического Горного Общества присудил Матвею Большинскому премию имени академика А. А. Скочинского.
В 1987 году Проф. Большинский получил премию Совета Министров Союза ССР с вручением золотой медали. Профессор Большинский был также награждён двумя орденами «Шахтерской славы».
В 1987—1995 руководил кафедрой «Шахтного Строительства и Подземных Сооружений» Донецкого Политехнического Университета. Под руководством Проф. Большиского был проведён цикл многоплановых исследований по разработке способов оценки выбросоопасности угольных пластов, по проведению выработок по выбросоопасным породам и по другим вопросам связанным с проблемой выбросов угля и газа. В учебные планы была введена новая дисциплина «Проведение выработок по выбросоопасным породам» с изданием соответствующего учебного пособия.
Профессором Большинским было опубликовано более 150 научных работ (статей, монографий и научных пособий), подготовленно четыре кандидата наук, 3 доктора наук, создано более 50 изобретений в соавторстве, на которые были выданы  авторские свидетельства СССР и патенты Украины.